# Ileanta latitarsis
Ileanta latitarsis là một loài tò vò trong họ Ichneumonidae.